# Baume-les-Messieurs
Baume-les-Messieurs és un municipi francès situat al departament del Jura i a la regió de Borgonya - Franc Comtat. L'any 2007 tenia 196 habitants.

## Demografia

### Població
El 2007 la població de fet de Baume-les-Messieurs era de 196 persones. Hi havia 92 famílies de les quals 24 eren unipersonals (12 homes vivint sols i 12 dones vivint soles), 44 parelles sense fills, 16 parelles amb fills i 8 famílies monoparentals amb fills.
La població ha evolucionat segons el següent gràfic:
Habitants censats

### Habitatges
El 2007 hi havia 156 habitatges, 93 eren l'habitatge principal de la família, 62 eren segones residències i 1 estava desocupat. 140 eren cases i 13 eren apartaments. Dels 93 habitatges principals, 69 estaven ocupats pels seus propietaris, 17 estaven llogats i ocupats pels llogaters i 7 estaven cedits a títol gratuït; 4 tenien dues cambres, 16 en tenien tres, 34 en tenien quatre i 39 en tenien cinc o més. 77 habitatges disposaven pel capbaix d'una plaça de pàrquing. A 43 habitatges hi havia un automòbil i a 44 n'hi havia dos o més.

### Piràmide de població
La piràmide de població per edats i sexe el 2009 era:
| Homes | Edats   | Dones |
| ----- | ------- | ----- |
| 0     | 95 o +  | 0     |
| 0     | 90 a 94 | 0     |
| 4     | 85 a 89 | 8     |
| 4     | 80 a 84 | 4     |
| 8     | 75 a 79 | 8     |
| 12    | 70 a 74 | 4     |
| 4     | 65 a 69 | 4     |
| 8     | 60 a 64 | 16    |
| 0     | 55 a 59 | 0     |
| 4     | 50 a 54 | 4     |
| 4     | 45 a 49 | 0     |
| 4     | 40 a 44 | 8     |
| 4     | 35 a 39 | 8     |
| 8     | 30 a 34 | 4     |
| 8     | 25 a 29 | 8     |
| 0     | 20 a 24 | 4     |
| 0     | 15 a 19 | 0     |
| 0     | 10 a 14 | 4     |
| 12    | 5 a 9   | 0     |
| 4     | 0 a 4   | 4     |

## Economia
El 2007 la població en edat de treballar era de 121 persones, 85 eren actives i 36 eren inactives. De les 85 persones actives 82 estaven ocupades (49 homes i 33 dones) i 3 estaven aturades (3 dones i 3 dones). De les 36 persones inactives 14 estaven jubilades, 9 estaven estudiant i 13 estaven classificades com a «altres inactius».

### Ingressos
El 2009 a Baume-les-Messieurs hi havia 87 unitats fiscals que integraven 175 persones, la mediana anual d'ingressos fiscals per persona era de 17.171 €.

### Activitats econòmiques
Dels 9 establiments que hi havia el 2007, 1 era d'una empresa de construcció, 1 d'una empresa de comerç i reparació d'automòbils, 5 d'empreses d'hostatgeria i restauració, 1 d'una empresa immobiliària i 1 d'una empresa de serveis.
Els 3 serveis als particulars que hi havia el 2009 eren restaurants.
L'únic establiment comercial que hi havia el 2009 era una llibreria.
L'any 2000 a Baume-les-Messieurs hi havia 10 explotacions agrícoles que ocupaven un total de 147 hectàrees.

## Equipaments sanitaris i escolars
El 2009 hi havia una escola elemental.

## Poblacions més properes
El següent diagrama mostra les poblacions més properes.